# Euro Hockey Tour 2011/2012
Euro Hockey Tour 2011/2012 był 16. edycją turnieju Euro Hockey Tour. Rywalizacja pomiędzy reprezentacjami Czech, Szwecji, Finlandii i Rosji rozpoczęła się 10 listopada 2011, a zakończyła 29 kwietnia 2012 turniejem. Całą rywalizację w sezonie wygrała reprezentacja Czech. Najskuteczniejszym napastnikiem był Rosjanin Aleksandr Radułow (9 punktów za 5 goli i 4 asysty).

## Turnieje

### Karjala Cup
Mecze turnieju o Puchar Karjala odbyły się od 10 do 13 listopada 2011 roku. Turniej odbył się w Finlandii, w hali Hartwall Areena w Helsinkach, jeden mecz odbył się w szwedzkim Örnsköldsvik w hali Fjällräven Center rozegrano spotkanie pomiędzy Szwecją i Czechami. Zwycięzcą turnieju została drużyna Rosji.

### Channel One Cup
Mecze turnieju o Puchar Pierwszego Programu odbyły się od 15 do 18 grudnia 2011 roku. Turniej odbył się w Rosji, w hali Megasport Arena w Moskwie, jeden mecz odbył się w czeskim Chomutovie w hali ČEZ Stadion Chomutov rozegrano spotkanie pomiędzy Czechami i Szwecją. Zwycięzcą turnieju została drużyna Szwecji.

### Oddset Hockey Games
Mecze turnieju Oddset Hockey Games odbędą się od 9 do 12 lutego 2012 roku. Turniej odbył się w Szwecji, w hali Globen w Sztokholmie, zaś jeden mecz odbył się na Stadionie Olimpijskim w Helsinkach (rozegrano tam spotkanie pomiędzy Finlandią i Rosją). Zwycięzcą turnieju została drużyna Szwecji.

### Kajotbet Hockey Games
Mecze turnieju Czech Hockey Games odbyły się od 26 do 29 kwietnia 2012 roku. Turniej odbył się w Czechach w hali Rondo w Brnie, zaś jeden mecz został rozegrany w Rosji (hala Jubileuszowy Pałac Sportu w Sankt Petersburgu), gdzie zorganizowano mecz Rosji z Finlandią. Zwycięzcą turnieju została drużyna Finlandia.

## Klasyfikacja
| Lp. | Zespół    | M  | Pkt | W | WpD | PpD | P | G + | G - | +/- |
| --- | --------- | -- | --- | - | --- | --- | - | --- | --- | --- |
| 1   | Czechy    | 12 | 20  | 5 | 2   | 1   | 4 | 31  | 29  | +2  |
| 2   | Finlandia | 12 | 18  | 5 | 1   | 1   | 5 | 30  | 25  | +5  |
| 3   | Rosja     | 12 | 18  | 5 | 1   | 2   | 4 | 24  | 25  | -1  |
| 4   | Szwecja   | 12 | 16  | 5 | 0   | 2   | 5 | 30  | 36  | -6  |

Lp. = lokata, M = liczba rozegranych spotkań, W = Wygrane, WpD = Wygrane po dogrywce lub karnych, PpD = Porażki po dogrywce lub karnych, P = Porażki, G+ = Gole strzelone, G- = Gole stracone, Pkt = Liczba zdobytych punktów